# José Oriol

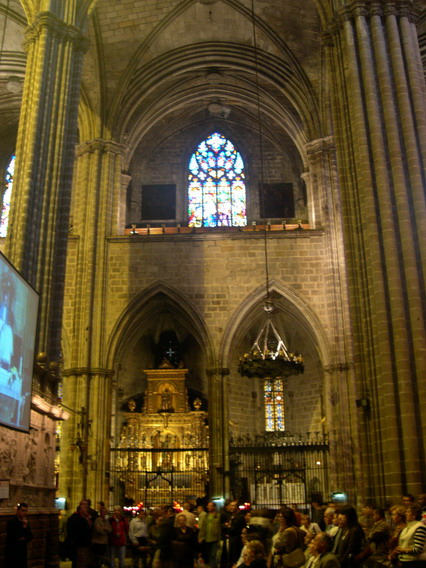
Capilla de José Oriol.

José Oriol (Barcelona, 1650-ibídem, 1702), santo católico, fue un sacerdote catalán. Venerado como santo por la Iglesia católica, tiene una particular devoción en Barcelona. Barcelonés de pura cepa, a pesar de su profunda espiritualidad, vivía plenamente la realidad de su tiempo. Se dice que tenía poderes proféticos y milagrosos. Se le atribuyeron curaciones de ciegos, sordos, cojos y paralíticos y la resurrección de muertos. Fue llamado "Taumaturgo de Barcelona". En una época en que la sanidad pública era inexistente y solo los ricos podían acceder a los profesionales de la salud, él se daba a los enfermos y los atendía con los medios que estaban a su alcance: les lavaba las heridas, les ponía ungüentos, les daba remedios caseros, los atendía y oraba con ellos. En junio de 1687 comienza a ejercer como beneficiado de la iglesia del Pi y, desde el primer momento, cada fin de mes cuando cobraba lo que le correspondía del beneficio, los pobres ya la esperaban en la puerta y él se lo repartía casi todo. Esta benéfica tarea y su austeridad, le llevaría a ser conocido como el doctor Pan y Agua.

## Biografía
Doctorado en filosofía y teología en la Universidad de Barcelona, en 1676 fue ordenado sacerdote en Vich, donde fue preceptor durante diez años. En 1686 viajó a Roma, donde el papa Inocencio XI le confirmó un beneficio en la iglesia de Santa María del Pino de su ciudad natal. Dedicó su vida a la penitencia y al cuidado de los enfermos. Beatificado en 1806, fue canonizado en 1909.

## Iconografía
Obrasː
- Escultura de madera policromada, circa 1800. Iglesia de San Felipe Neri, Barcelona.
- San José Oriol cura a Pedro Crisóstomo "El trempat", pintura de Joseph Flaugier, Museo de Historia de Barcelona (1810).
- Escultura de Agapito Vallmitjana en la fachada de la catedral de Barcelona (1887-1890).

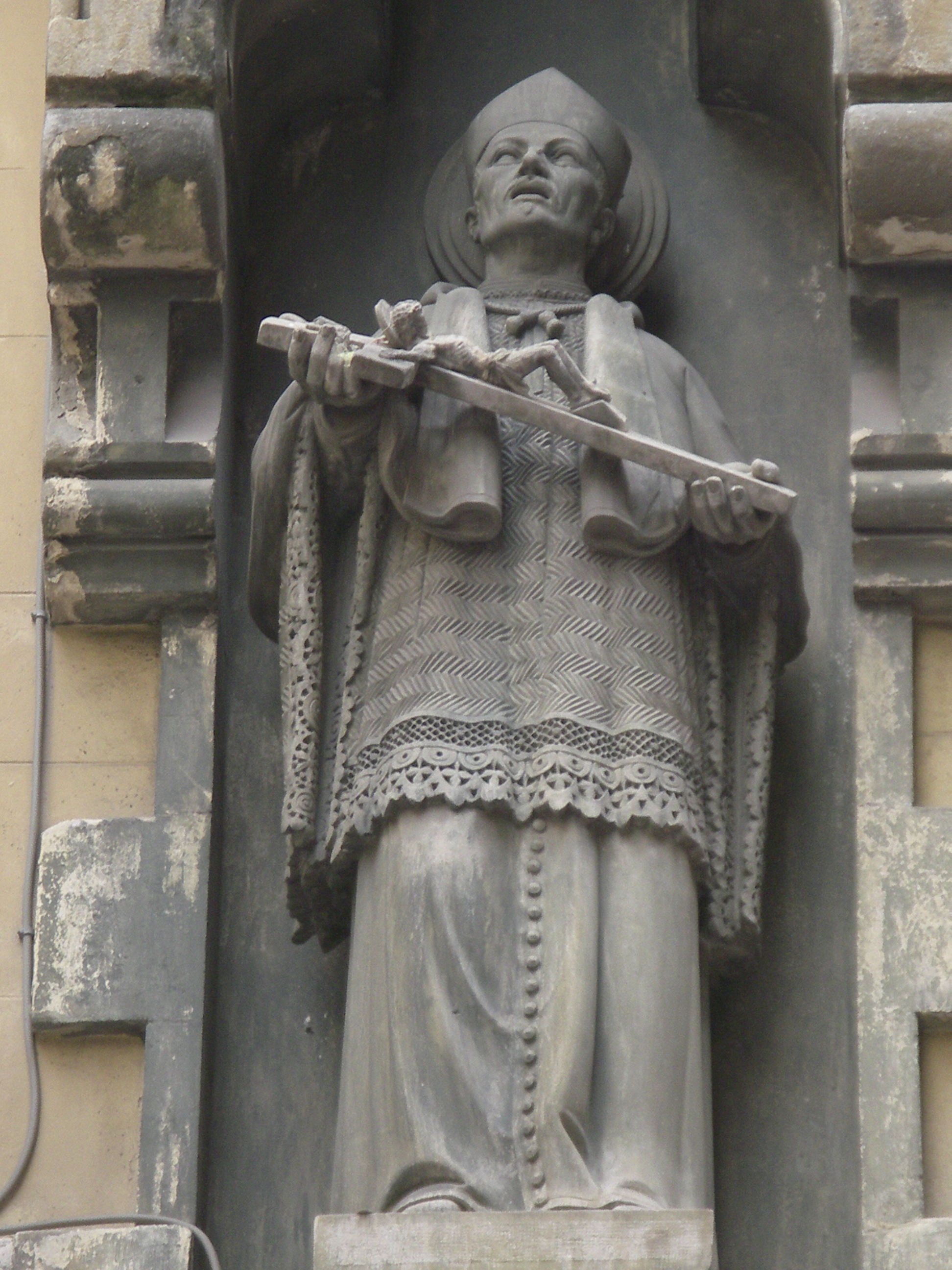
Estatua en la plaza de san José Oriol, Barcelona.
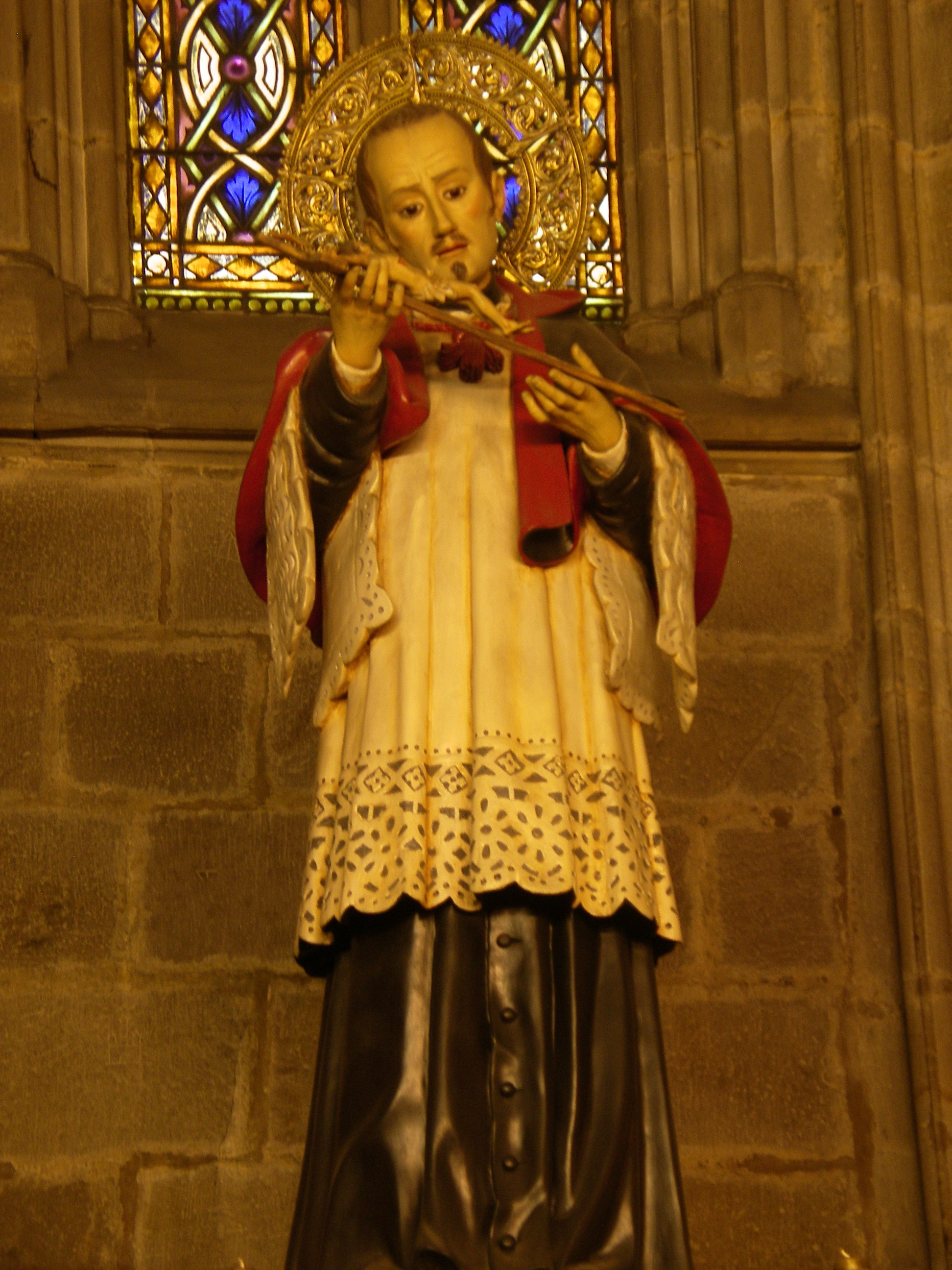
Talla de san José Oriol en la catedral de Barcelona.
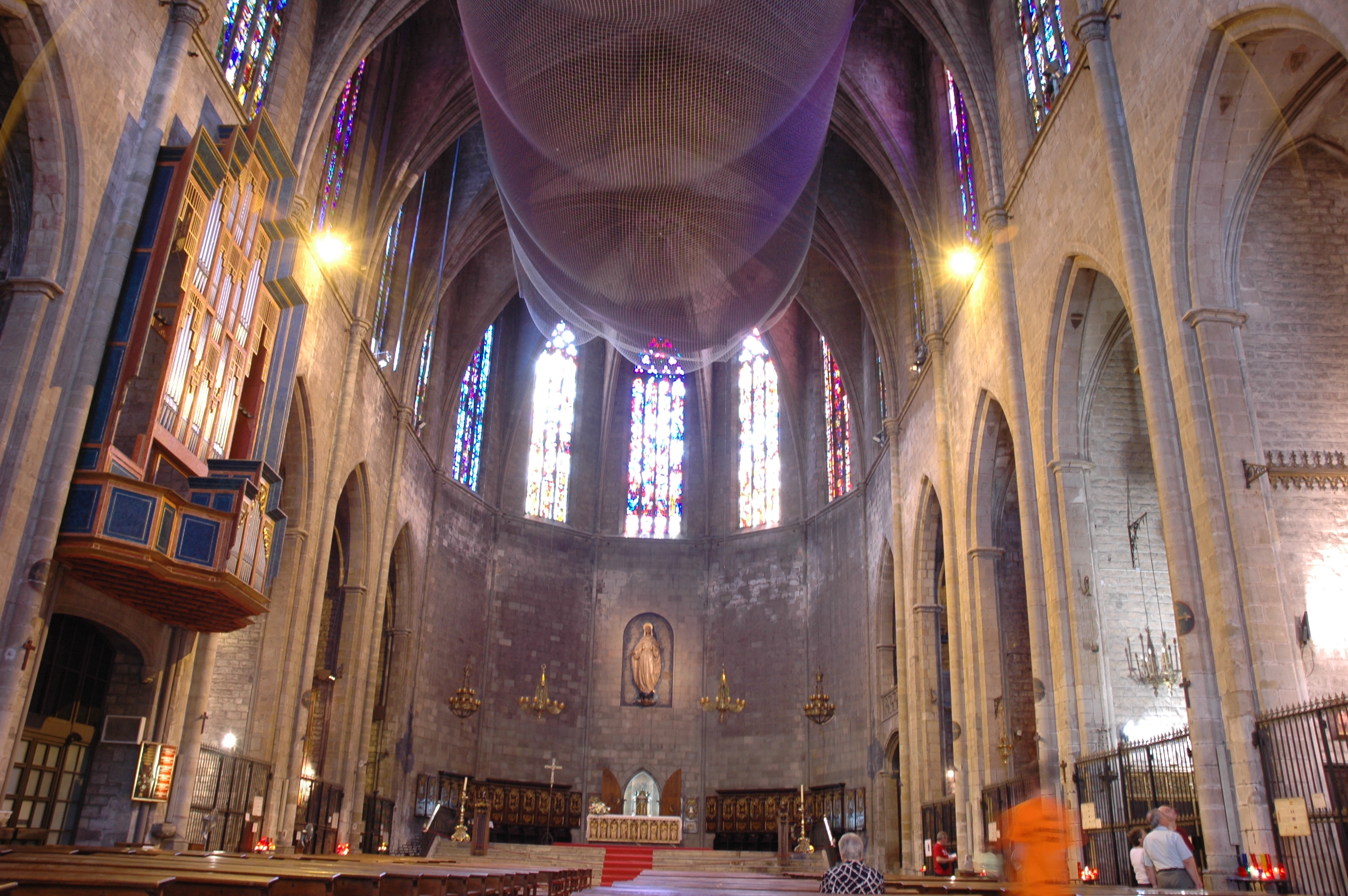
Basílica de Santa María del Pino, lugar de enterramiento de san José Oriol.
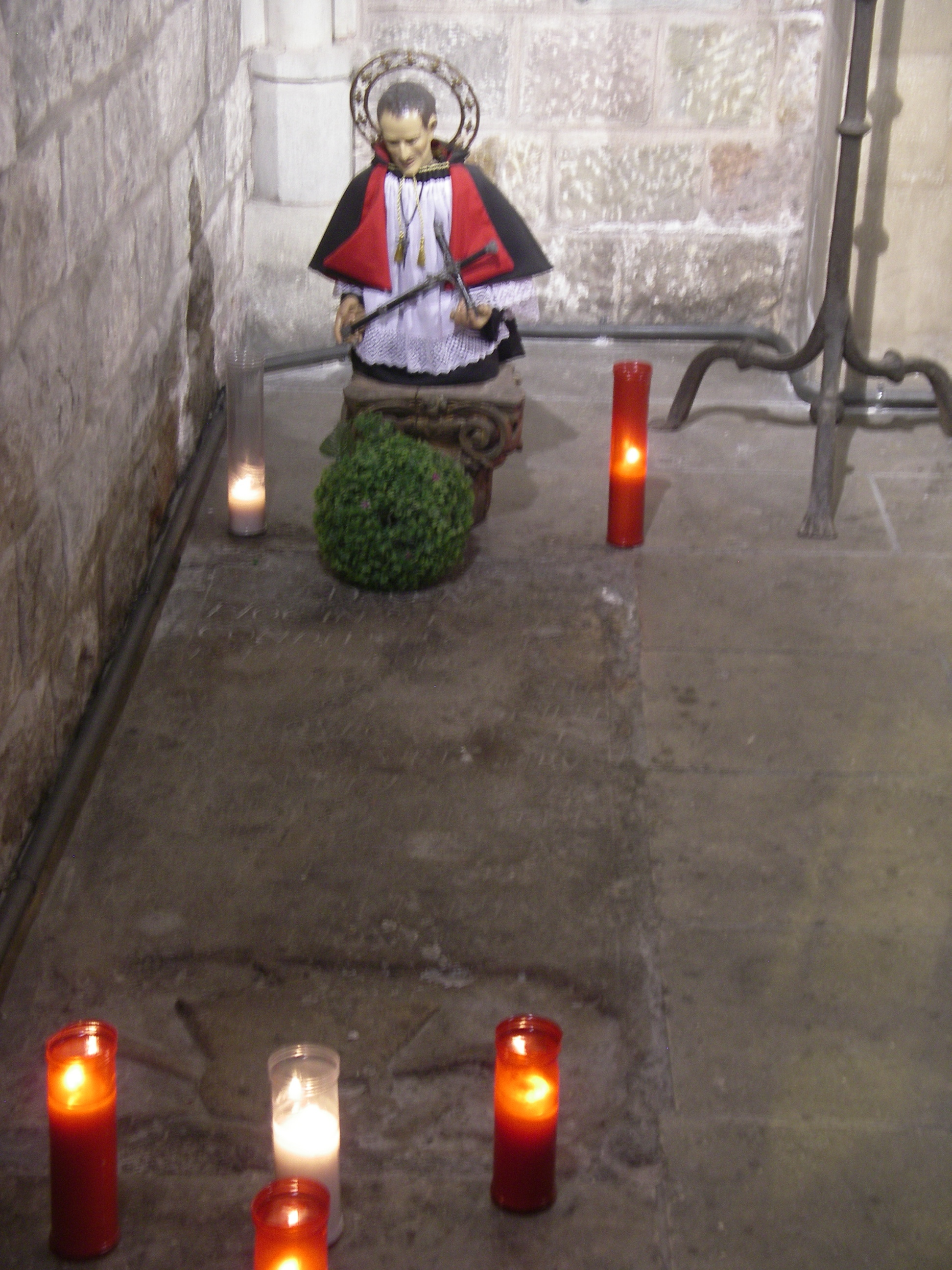
Tumba en la iglesia del Pino.
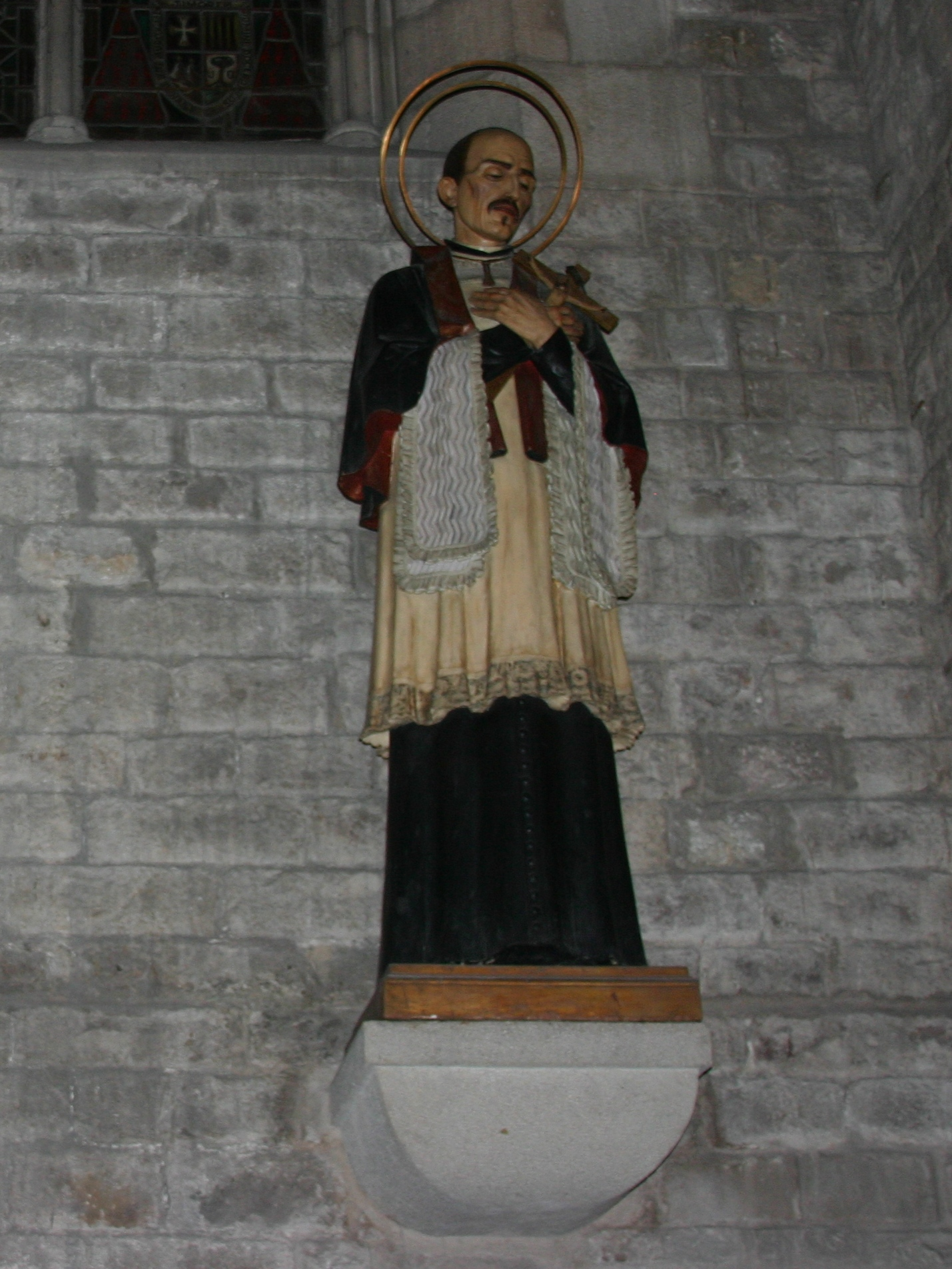
Basílica de Santa María del Mar.

- Datos: Q1361225
- Multimedia: Saint Joseph Oriol / Q1361225